# Omni Phase Balancer System
OPBS staat voor: Omni Phase Balancer System.
Dit was een balansassen-systeem van de Yamaha TX 750 tweecilinder (1973). 
De OPBS werd geacht ongewenste vibratie tijdens het gebruik van de Yamaha motoren te verminderen.
De assen zorgden door hun hoekige vorm en het feit dat ze in de olie lagen voor veel (schuim-) problemen. Vandaar de bijnaam “olieschuimklopper”. Vanaf 4000 toeren begonnen de TX-en smeerproblemen te krijgen.